# Aellopos ceculus
Aellopos ceculus (Cramer, 1777) è un lepidottero appartenente alla famiglia Sphingidae, diffuso in America Centrale e Meridionale.

## Descrizione
La specie si distingue dalle altre appartenenti al genere Aellopos per la presenza, sull'ala posteriore, di un'ampia banda gialla.
L'ala anteriore presenta una colorazione brunastra scura, con striature grigiastre.
Un altro carattere distintivo è l'assenza della banda bianca trasversale nell'addome, tipica di altre specie congeneri.
Le antenne sono clavate, non troppo lunghe, e presentano uncinatura terminale. L'apertura alare va dai 42 ai 47 mm.  

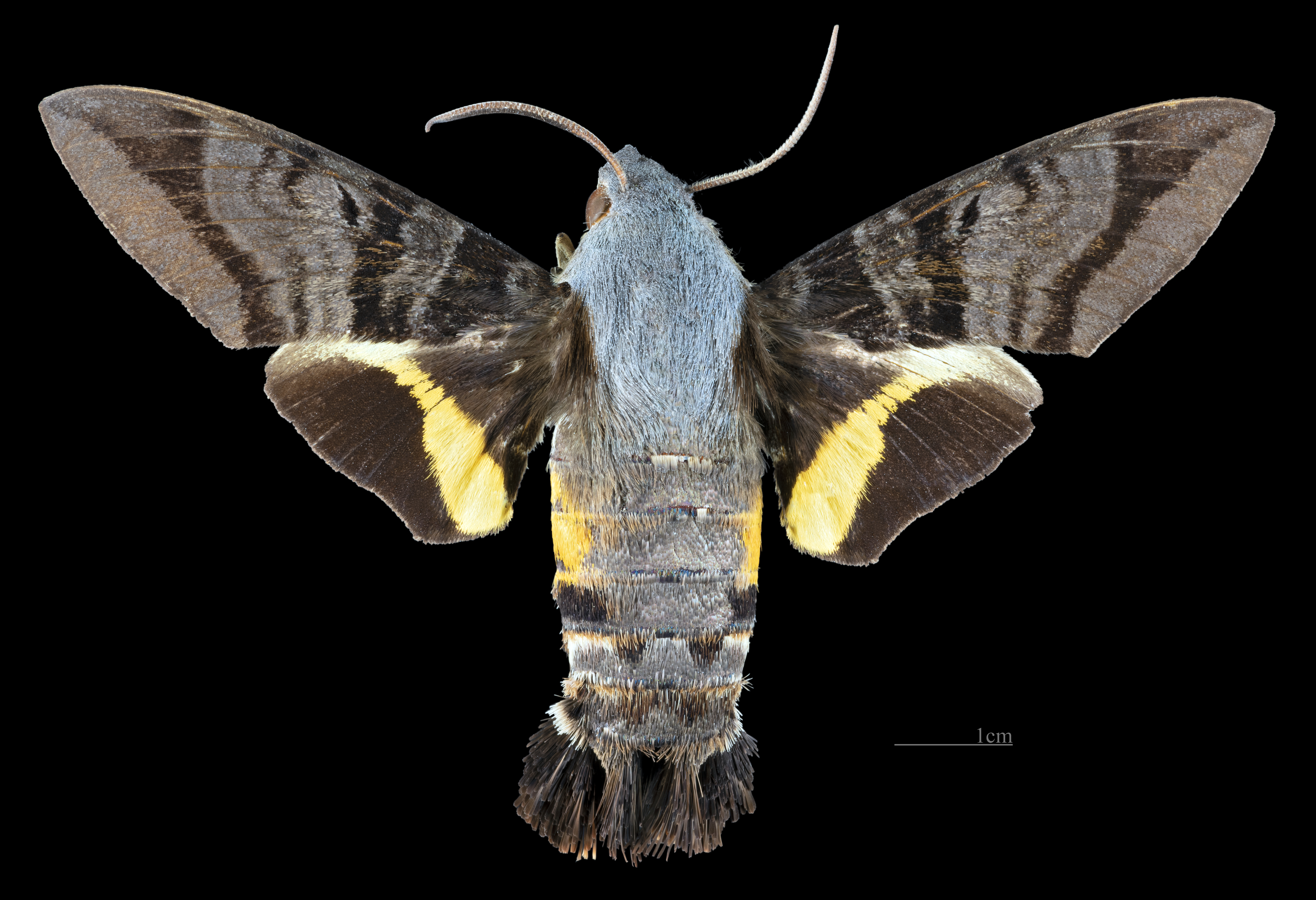
Aellopos ceculus ♂
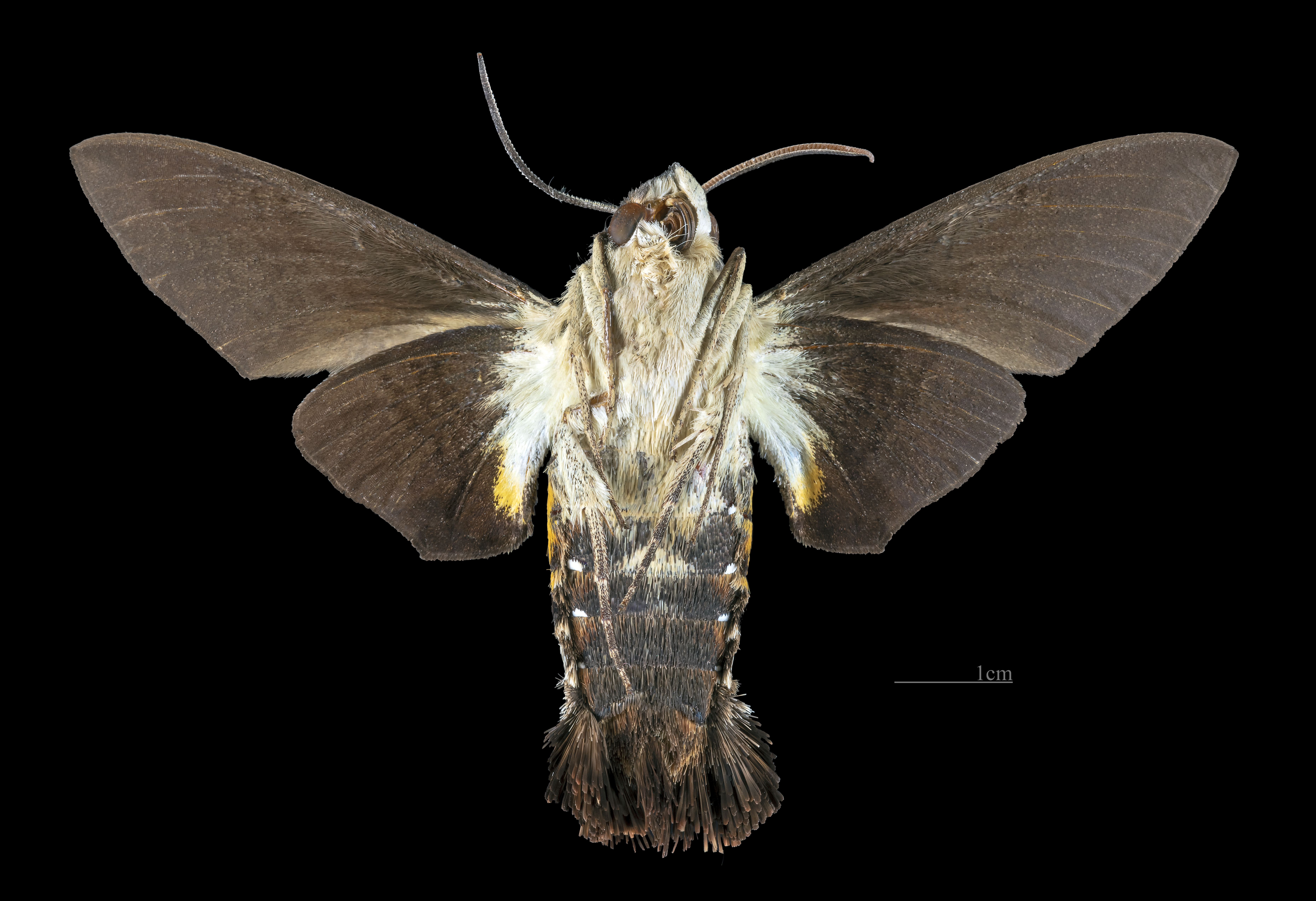
Aellopos ceculus ♂  △
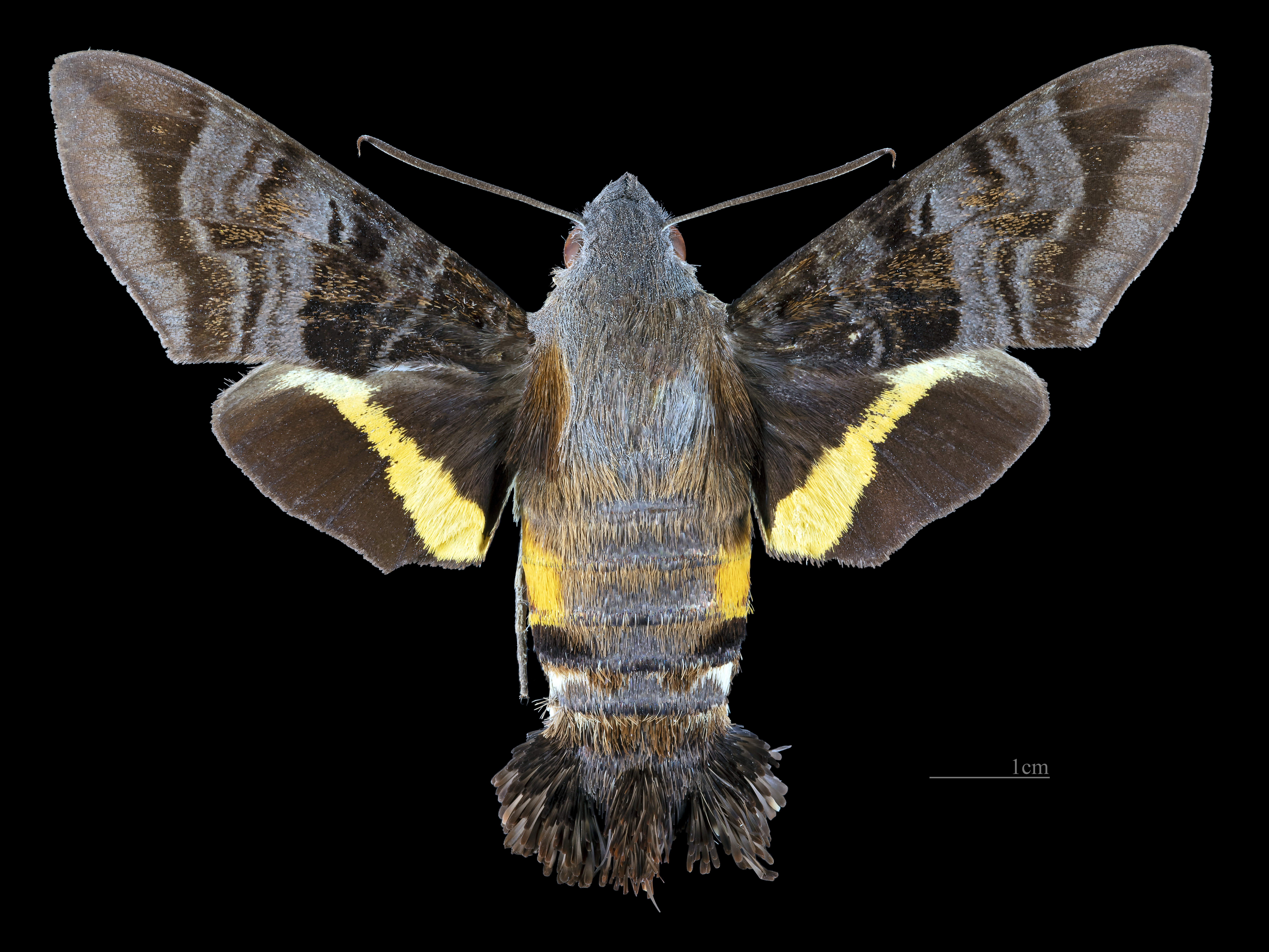
Aellopos ceculus ♀
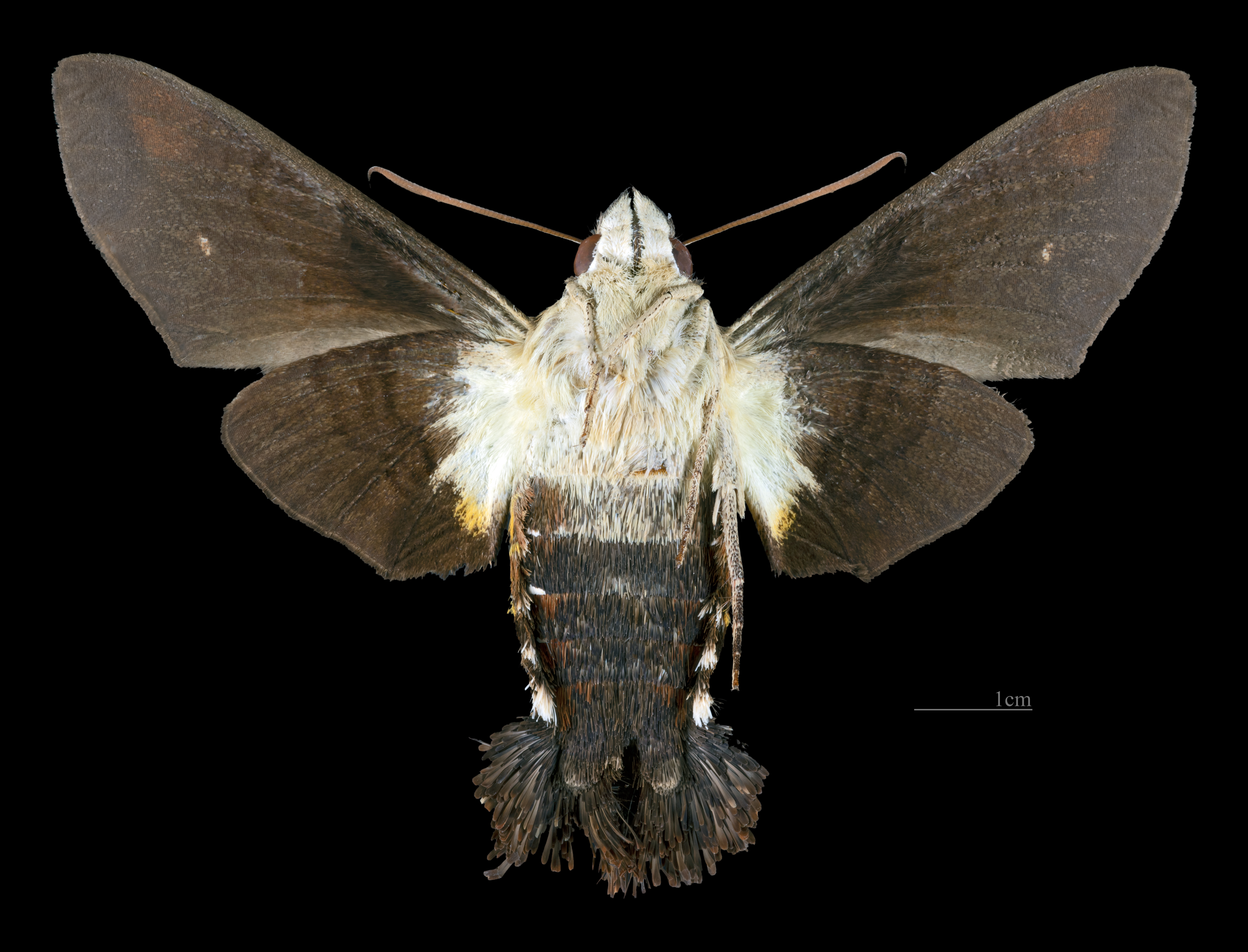
Aellopos ceculus  ♀ △

## Distribuzione e habitat
L'areale va dal Messico meridionale fino ai Caraibi, al Venezuela, al Suriname e all'Ecuador.

## Biologia

### Periodo di volo
La specie è trivoltina, con una prima generazione tra dicembre e gennaio, una seconda tra marzo e aprile, ed una terza intorno a settembre.

### Alimentazione
I bruchi si accrescono su foglie di Rubiaceae.

## Tassonomia

### Sottospecie
Non sono state descritte sottospecie.

### Sinonimi
Sono stati riportati cinque sinonimi:
- Aellopos gehleni (Closs, 1922)
- Eupyrrhoglossum ceculus Godman & Salvin, 1881
- Macroglossum fasciatum Swainson, 1822
- Sesia gehleni (Closs, 1922)
- Sphinx ceculus Cramer, 1777